# ماركو فيشوفيتش
ماركو فيشوفيتش هو لاعب كرة قدم إثيوبيي يلعب كمهاجم مع نادي سبورتينج خيخون.